# 套路

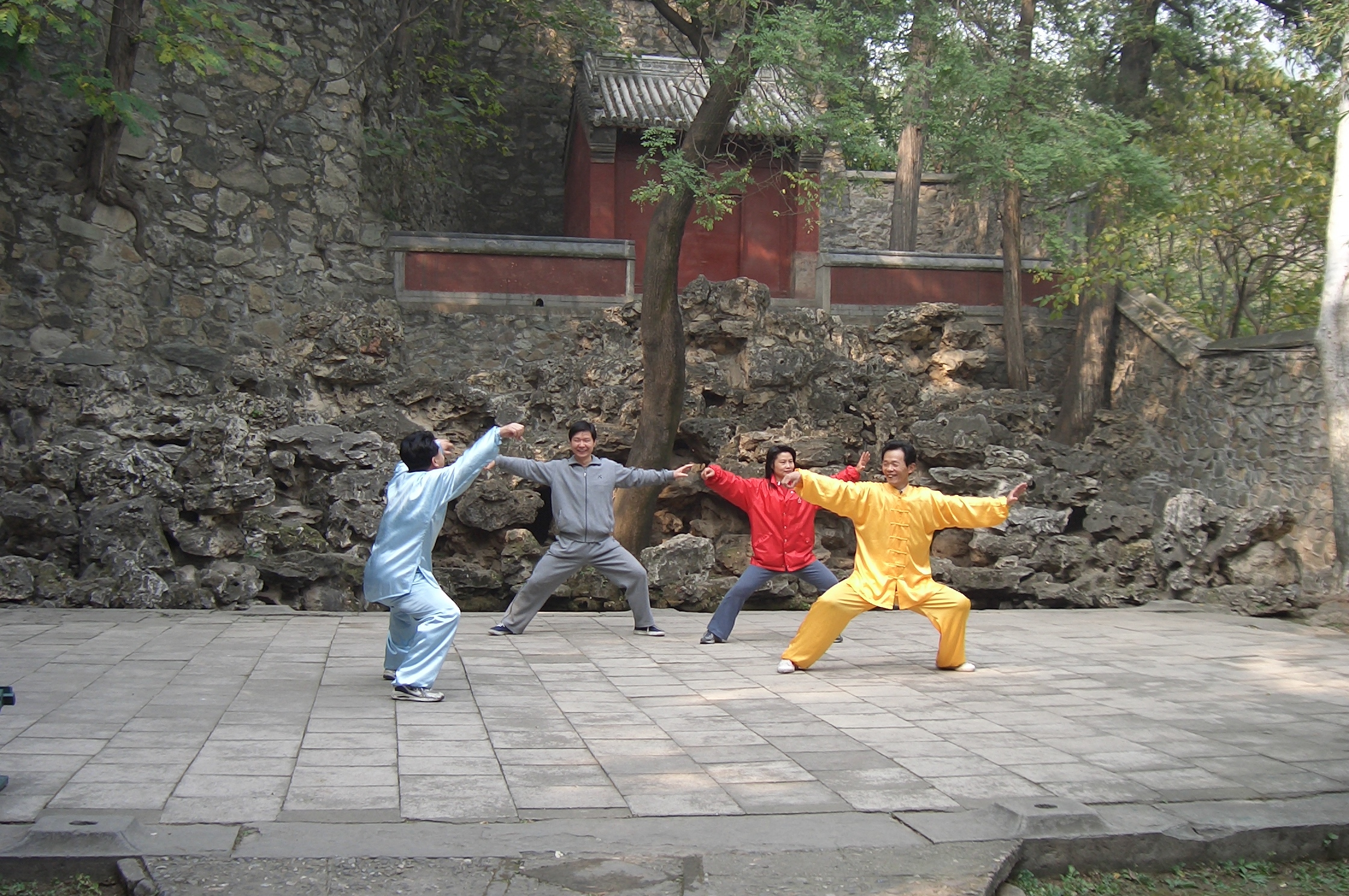
套路（太極拳）

套路（𡘷路、とうろ）とは中国武術における練習方法のひとつで、連続的な攻撃方法、防御方法、立ち方（站とう法、姿勢）、歩き方（歩法、走法）、呼吸法、運気法（気功）などを総合的に盛り込んだ一連の身体動作である。日本武術のいわゆる「型」に近いが、概念上、あるいは運用方法の点で差異がある。空手の型には、中国武術の南派少林拳の套路に由来するものが多い。
複数の技が連続して組み合わさって構成されており、套路を一度行うだけで、それぞれの技とそのつながりを練習することができる効率のよい練習法である。多くの門派では、練習者は他の練習法と共に、繰り返し套路を反復練習する。(套路を練る、という言い方が使われる) しかし、套路はあくまでも型であるため、技の用法を練習するには、別に対人練習や実践練習を行う必要がある。
練習者の技術力を見て取るのに最適であり、套路の演武を一度見るだけで、技量を容易に推し量ることができる。師弟の間で修練の進み具合を見たり、修正をする目的で使われる。技を部外者に見せるときにも、套路を見せる場合が多い。しかし、実戦を重んずる流派では、他派はおろか師兄弟の間でも安易に套路を披露することはなく、見せてもわざと手を抜く事がある。特に他流派の者に見せる場合、重要なポイントを省略したり、呼吸法をともなわずに行ったりする場合もある。これは、套路がその武術の核心の一つであるため、他流派に要点を知られることを避けるためである。同じ名前の套路でも、表演用と練習用の２つを用意している流派さえある。逆に戦わずして力の差を見せる場合にも利用される。
表演武術の大会では、競技として套路の演武の巧拙が採点される。太極拳の大会などはこの形で行われる。通常はその流派のいずれかの套路を演じるが、演武者が独自に一連の技を取捨選択し、自選套路として演じる場合もある。
素手のものと兵器（武器）を使ったものに分類することができるが、両者とも名称は套路である。制定拳（表演競技）の技の連続を指す場合も套路という。素手の套路がそのまま兵器の套路に変化するものもある。
散打は套路と対になる用語としてしばしば使われる。散打は柔道の乱取り、ボクシングのスパーリングや空手の自由組手のような、人と相対した状況で自由に動いて行う練習である。流派にもよるが、套路は一人で行う型稽古、散打は対人で行う自由対錬、と位置づけられ、武術練習の両輪とされる。対人戦の技術交流のために開かれる大会も散打大会などと呼ばれ、表演大会とは区別される。
ほとんどの流派では、複数の套路を持っており、多いところでは数十もの套路を運用している流派もある。練習者の熟達につれて、習得した套路も増えていくのが普通だが、弟子の体格や性格に応じて師が教える套路を選び厳選する場合もある。意拳、太気拳など套路を持たない流派も少数ながら存在する。